# Quattro libri della famiglia
I Quattro libri della famiglia sono un'opera di Leon Battista Alberti scritta in volgare fiorentino. 
I primi tre libri furono scritti a Roma tra il 1433 e il 1434, mentre il quarto fu concluso a Firenze nel 1440.
I quattro libri ebbero una prima ampia diffusione in forma manoscritta, poi rimasero dimenticati sino al XIX secolo, quando uscì la prima edizione a stampa.

## Genere e contenuto
L'opera, scritta in volgare fiorentino, si presenta sotto forma dialogica, mettendo a confronto le opinioni di
Adovardo, Battista, Ricciardo, Carlo, Lorenzo, Lionardo e Giannozzo, tutti
membri della famiglia Alberti, che nella finzione letteraria si trovano riuniti a Padova nell’anno 1421. In tal modo Alberti presenta anche la situazione della famiglia in relazione al lungo esilio da Firenze. Attraverso il confronto tra i personaggi, Alberti procede con una trattazione più in generale a proposito del ruolo, dell'organizzazione e della conduzione di un nucleo familiare (sul matrimonio, la famiglia, l'educazione dei figli, gestione del patrimonio, rapporti sociali, etc) all'interno della società. Tale nucleo risulta il più essenziale e importante, in quanto unica sicurezza in un mondo senza certezze assolute.
Nel prologo Alberti espone uno dei suoi concetti chiave, ovvero il continuo esercizio della virtù, unico elemento in grado di contrastare l'imprevedibile azione della fortuna. Solo la virtù può vincere la fortuna.
I quattro libri che seguono il prologo hanno la funzione di mostrare la via per realizzare il bene della famiglia, considerato fondamento della società (visione aristotelica). Il primo libro tratta soprattutto dell'educazione dei figli e dei compiti degli anziani, il secondo di amore e matrimonio, il terzo degli aspetti economici della vita familiare e del buon uso del corpo, dello spirito e del tempo, il quarto dell'amicizia.
Nei dialoghi sorgono numerosi dubbi, cui gli Alberti non riescono a dare una risposta soddisfacente e assoluta. Non esiste infatti una scienza della vita familiare, ma ci si può appoggiare agli schemi della tradizione morale mercantile, che ruota attorno all'utile e alla pratica (in questo caso della virtù), governata da una rude e spicciola saggezza.
Nell'opera è stata vista una concezione moderna dell'economia, vicina allo spirito borghese ed emancipata dalla morale cristiana, che nell'esaltazione della moderazione verso i beni
materiali, risultava più vicina allo stoicismo antico piuttosto che alle concezioni medievali.
In opposizione a tale affermazione della modernità dell'opera, Max Weber definisce le opinioni di Alberti “dottrina da
letterati”.